# Río Paraná Guazú
Río Paraná Guazú är en flodgren i Argentina. Den ligger i den centrala delen av landet, 70 km norr om huvudstaden Buenos Aires.
Trakten runt Río Paraná Guazú består huvudsakligen av våtmarker.